# Национално знаме на Малави
Флагът на Република Малави е приет на 6 юли 1964 година.
Изгряващото слънце предствлява надеждата на хората за добър живот в зората на независимостта (по онова време повечето държави в Африка тепърва са ставали независими). Черният цвят представлява хората на континента, червеното изобразява свидетелите на свободата в Африка, а зеленето представлява природата. Флагът на страната напомня и флага на непризнатата Република Биафра.

## Знаме през годините
- (до 1964)
- (1964 – 2010)
- (2010 – 2012)